# Rhaphuma sabahensis
Rhaphuma sabahensis är en skalbaggsart som beskrevs av Dauber 2006. Rhaphuma sabahensis ingår i släktet Rhaphuma och familjen långhorningar. Inga underarter finns listade i Catalogue of Life.